# DJ Taro
Andreas Mats-Taro Tanisawa, känd som DJ Taro, född 7 september 1976 i Täby församling, är en svensk DJ.
Han driver skivbolaget Hemmalaget, tillsammans med Simon Emanuel. Det är sedan 2012 är en etikett under Sony Music.  
Bland bolagets artister finns bland andra Ison & Fille, Aleks, Simon Emanuel, Grillat & Grändy och Moms.
Han har medverkat i SR:s  P3, i t.ex. Musikguiden och i dokumentären Natural Bond En Dokumentär. 
Han omnämns i Petters Vinden har vänt 1998 ("Äkta som Taro") och i Stors Rom & Kush ("Shoo till Dj Taro") 2013.